# Sa'dun Hammádí
Sa'dun Hammádí, 22. června 1930, Karbalá - 14. března 2007, (arabsky: سعدون حمادي) byl iráckým ministerským předsedou za prezidenta Saddáma Husajna od března do září 1991.
Hammádí se narodil ve městě Karbalá jihozápadně od Bagdádu v šíi´tské rodině. Kolem roku 1940 se přidal k straně Baas. V padesátých letech studoval ekonomii Libanonu a později v USA na Wisconsinské univerzitě, r. 1956 zde získal doktorát. V letech 1957 - 1961 byl profesorem ekonomie v Bagdádu, poté rok působil jako viceprezident Libyjské národní banky v Tripolisu.
Po vojenském puči a 1963 vojenskou skupinou strany Baas, která odstranila vládu Abd al-Karím Kásima připravoval ve vládě Ahmada Hasana al-Bakra pozemkovou reformu. Ale již 18. listopadu téhož roku v důsledku rozporů ve straně Baas provedl prezident Abdul Rahmán Árif důstojnický převrat a Hammádí musel odejít do exilu v Sýrii. Hammádí zde dělal ekonomického poradce prezidiální rady Sýrie (1964 - 1965), v letech 1965 - 1968 byl členem syrské ekonomické delegace v OSN.
Zpět do Iráku se vrací r. 1968 do vrcholné politiky vstoupil krátce jako ministr ropného průmyslu. V letech 1974 - 1984 byl ministrem zahraničí Iráku. Nejdůležitějším počinem ve funkci byla mírová dohoda s Íránem a odmítnutí smlouvy mezi Egyptem a Izraelem v Camp Davidu.
V letech 1986 - 2003 byl Hammádí členem Nejvyšší revoluční rady. Ve funkci premiéra se stal Husajnovým nástupcem, když bylo rozhodnuto o rozdělení funkce prezidenta a premiéra. Bylo to po vojenské akci, která skončila obsazením Kuvajtu, a Saddám se tehdy před světem potřeboval ukázat jako politicky nakloněný změnám. Když se však Hammádí vyslovil pro reformní demokratizační změny, byl nucen odstoupit.
Husajn Hammádího veřejně označil jako člověka, který poškodil zemi a Hammádí se musel na pět let stáhnout z veřejného života. Zůstal však k iráckému vedení loajální, a tak se r. 1996 opět dostal na výsluní. Od roku 1996 do amerického útoku na Irák 2003 byl mluvčím iráckého Národního shromáždění. Hammádí byl posléze internován ve vězeňském táboře v Iráku. Po devíti měsících americké vazby byl propuštěn a následně odešel do Kataru, protože jeho zdravotní stav si vyžadoval odborné péče v zahraničí. Zemřel v Německu na leukémii a zanechal po sobě manželku a syna.